# Guyot Allison
Pour les articles homonymes, voir Allison.
Allison (en anglais Allison Guyot et anciennement Navoceano Guyot) est un guyot du plateau médio-pacifique, au centre de l'océan Pacifique Nord.
C'est un mont sous-marin plat et trapézoïdale s'élevant à 1 500 mètres au-dessus du fond marin, avec une plate-forme sommitale de 35 sur 70 kilomètres de large. Il se situe à l'ouest d'Hawaï et au nord-est des Îles Marshall.
Il a probablement été formé par un point chaud dans l'océan Pacifique Sud actuel avant que la tectonique des plaques ne la déplace à son emplacement actuel. De l'activité volcanique y aurait eu lieu il y a environ 111 à 85 millions d'années et aurait formé une île volcanique. La plate-forme est apparue au-dessus du niveau de la mer au cours des étages stratigraphiques Albien et Turonien. Par la suite, le dépôt de carbonate a commencé lorsque Allison s'est affaissé et a finalement enseveli l'île sous l'eau, formant ainsi une structure semblable à un atoll et une plateforme carbonatée.